# ボサンスカ・グラディシュカ
ボサンスカ・グラディシュカ（セルビア語: Босанска Градишка, ボスニア語: Bosanska Gradiška, クロアチア語: Bosanska Gradiška）およびグラディシュカ（セルビア語: Градишка, ボスニア語: Gradiška, クロアチア語: Gradiška）はボスニア・ヘルツェゴビナを構成する構成体のうち、スルプスカ共和国に属する都市および基礎自治体である。ボサンスカ・グラディシュカはボスニア・ヘルツェゴビナ北部に位置し、ボサンスカ・クライナ地方ではもっとも東に位置する自治体である。町はリイェヴチェ平原にあり、サヴァ川の右岸に位置する。サヴァ川を挟みスタラ・グラディシュカやクロアチアと接している。ボサンスカ・グラディシュカはスルプスカ共和国の首都バニャ・ルカから40キロメートル北に位置する。

## 歴史
文書によればボサンスカ・グラディシュカが最初に言及されたのは700年以上前で、当時の名称はグラディスキ・ブロド（Gradiški Brod）であった。しかしながら、現在のボサンスカ・グラディシュカの町や周辺地域は先史時代に遡り、ローマ時代には町はセルビニュウム（ラテン語: Serbinum, Servitium）と呼ばれ、現在のグラディシュカの町のあたりにあった。グラディシュカは自由都市として言及されている。
中世は、サヴァ川の河川交通の要衝として重要な役割を果たした。
19世紀に入り、1804年にスメデレヴォ・サンジャク（現代の中央セルビア）で第一次セルビア蜂起が起こり、1809年にグラディシュカ地域でボスニア州（1580-1867年）のオスマン帝国に対する抵抗であるヤンチッチの反乱（セルビア語: Машићка буна）が起こり、経済や宗教などにおけるセルビア人の権利は剥奪された。ハイドゥクがセルビアからやってきて、彼らは主にコザラ山で活動した。ヤンチッチ（Jovan Jančić Sarajlija）は反乱を組織し、1809年9月23日にグラディシュカ地域のマシッチでは農民たちが武器を取った。反乱は9月25日に始まり、同夜オスマンはヤンチッチを捕らえて処刑している。反乱勢力はコザラとモタイツァを除いて撤退し、10月半ばまで敗北するまで強い抵抗を続けた。その後、広範囲な村に対する略奪と焼き討ちがオスマンにより行われた。

## 地区
Adžići • Berek • Bistrica • Bok Jankovac • Brestovčina • Bukovac • Cerovljani • Cimiroti • Čatrnja • Čelinovac • Čikule • Donja Dolina • Donja Jurkovica • Donji Karajzovci • Donji Podgradci • Dragelji • Dubrave • Elezagići • Gašnica • Gornja Dolina • Gornja Jurkovica • Gornja Lipovača • Gornji Karajzovci • Gornji Podgradci • Gradiška • Grbavci • Greda • Jablanica • Jazovac • Kijevci • Kočićevo • Kozara • Kozinci • Krajišnik • Kruškik • Laminci Brezici • Laminci Dubrave • Laminci Jaružani • Laminci Sređani • Liskovac • Lužani • Mačkovac • Mašići • Mičije • Miloševo Brdo • Miljevići • Mokrice • Nova Topola • Novo Selo • Orahova • Orubica • Petrovo Selo • Rogolji • Romanovci • Rovine • Samardžije • Seferovci • Sovjak • Srednja Jurkovica • Šaškinovci • Trebovljani • Trnovac • Trošelji • Turjak • Vakuf • Vilusi • Vrbaška • Žeravica

## 人口動態
今日の町の人口は22,000人で、基礎自治体全体では約70,000人である。

### 1971年
合計：53,581人
- セルビア人 - 35,038人（65.39%）
- ボシュニャク人 - 12,688人（23.68%）
- クロアチア人 - 4,415人（8.23%）
- ユーゴスラビア人 - 415人（0.77%）
- その他 - 1,025人（1.93%）

### 1991年
合計：59,974人

## ゆかりの人物
- マルコ・マリン - サッカー選手。
- ズヴェズダン・ミシモヴィッチ - サッカー選手。
- オグニェン・オジェゴヴィッチ - サッカー選手。

## 姉妹都市
- チュプリヤ、セルビア
- カヴァラ、ギリシャ